# (179) Клитемнестра
(179) Клитемнестра (др.-греч. Κλυταιμνήστρα) — сравнительно крупный астероид главного пояса, принадлежащий к светлому спектральному классу S с высоким альбедо поверхности. Он был открыт 11 ноября 1877 года американским астрономом Дж. Уотсоном в Анн-Арборе, США и назван в честь Клитемнестры, жены Агамемнона в древнегреческой мифологии. Это был 22-й открытый им астероид.

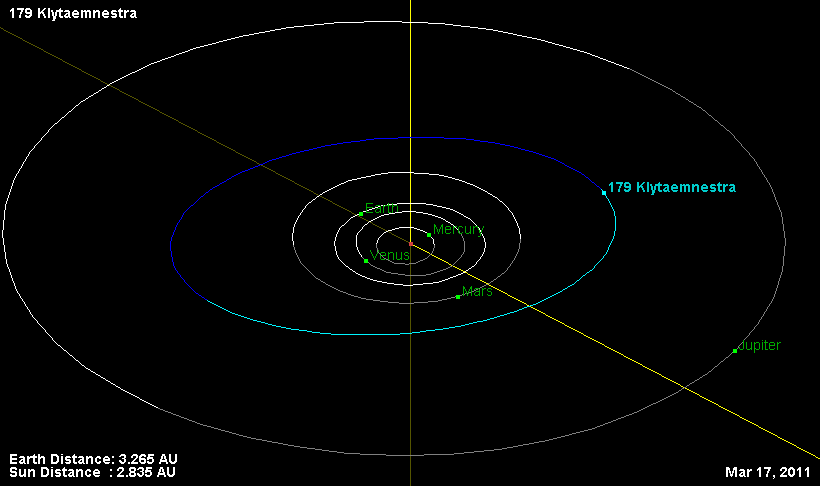
Орбита астероида Клитемнестра и его положение в Солнечной системе